# Biblioteca Cujas
La biblioteca Cujas es una biblioteca interuniversitaria, especializada en derecho, ciencias económicas y ciencias políticas, creada a través de una convención entre las universidades París 1 y París 2. Debe su nombre a Jacques Cujas, pensador del derecho del siglo XVI. Está ubicada en el número 2 de la calle Cujas en el distrito 5.º, en el Barrio latino, sobre la Montaña Santa Genoveva, sobre la localización del antiguo colegio de los Cholets y colegio Santa-Bárbara. Es contigua a la Biblioteca de Santa-Genoveva, en la plaza del Panteón.

## Historia
La Biblioteca Cujas es heredera de la biblioteca de la escuela de derecho (o Facultad de derecho) de la Universidad de París, abierta en 1829 para ayudar a los estudiantes a preparar su tesis; en 1831 se autorizó el acceso a todos los estudiantes de derecho de la capital. De 1876 a 1914, Paul Viollet, bibliotecario-archivero de la facultad, incrementa notablemente las colecciones. La biblioteca se instala entonces en la parte histórica de la facultad, que aun existía, en la plaza del Panteón.
A partir de 1946 se consideró el traspaso de la biblioteca al otro lado de la calle Cujas. Esto se realizó en 1958 con la apertura de un nuevo edificio.
Después de la división de la Universidad de París en 1970, y la desaparición de la antigua facultad de derecho, la biblioteca se integró en la biblioteca interuniversitaria establecida por el decreto número 72-132 del 10 de febrero de 1972, como servicio común para las trece universidades de las academias de París, Créteil y Versalles.
Finalmente, la biblioteca Cujas se instituyó como biblioteca interuniversitaria por el decreto número 78-1122 del 16 de noviembre de 1978. Las universidades de París 1 y París 2 son las dos partes de la convención fundacional.
En 1994, su estatus evoluciona para convertirse en "servicio intercentros de cooperación documental" (SICD), en aplicación del decreto número 91-321 del 27 de marzo de 1991, por una nueva convención entre ambas universidades París 1 y París 2. La biblioteca está ligada administrativamente a la Universidad París 1. Finalmente, el decreto de 1994 será reemplazado por el decreto número 2011-996 del 23 de agosto de 2011, codificado en los artículos D. 714-28 y siguientes del Código de la educación desde la intervención del decreto n°2013-756 del 19 de agosto de 2013.

## El edificio
Abierto el 24 de noviembre de 1958, el edificio está constituido por dos elementos segregados:
- el pabellón de la calle Cujas, construido en 1845-1846 por Théodore Labrouste (hermano de Henri Labrouste) para el colegio de Santa-Bárbara del que era la entrada principal;
- el edificio nuevo o edificio Chartière, en la parte trasera del primero, dando al callejón Chartière, edificado de 1955 a 1958 por el arquitecto Raymond Detolle, con una sala de lectura principal bajo forma de cristalera, que establece la conexión entre ambas partes arquitectónicas.

El edificio tiene un depósito en el sótano para un millón de volúmenes y una sala de lectura principal de 450 plazas. La configuración de los locales y las modalidades de funcionamiento reflejan las servidumbres de la parcela de terreno: muy estrecha en la calle Cujas, formando después un ángulo derecho, y en fuerte declive. Esta situación tiene como consecuencia el acceso indirecto a las colecciones impresas y la explosión de los servicios internos. Si la superficie de los locales correspondía a las necesidades al finalizar los años 1950, la situación ha cambiado considerablemente después, con el aumento considerable de la población de estudiantes a atender.
Tres fechas relacionadas con la historia del colegio Santa-Bárbara están esculpidas en una cartela por encima de la gran puerta: 1460, 1798, 1841; fecha de constitución, fecha de reapertura bajo la Revolución y fecha de reconstrucción.

## Acceso
La biblioteca está abierta a los profesores-investigadores, a los estudiantes de segundo año de grado de las universidades socias y a los demás estudiantes de nivel máster y doctorado, así como a las personas que ejercen una actividad en los campos jurídicos, económico y político. Otras personas pueden estar autorizadas a utilizarla de forma excepcional, sobre todo para consultar documentos específicos.

## Colecciones
Las colecciones formadas por la biblioteca Cujas y el número de sus suscripciones a recursos electrónicos la convierten en la institución de referencia para la investigación documental jurídica en Francia, y también una de las bibliotecas francesas más ricas en el área de la economía y de las ciencias políticas. Los fondos antiguos se están digitalizando progresivamente y poniendo a disposición del público en la página web institucional (en la plataforma de consulta Cujasnum).
Hasta 2014, fecha de la desaparición del dispositivo nacional, ha sido centro de adquisición y de difusión de la información científica y técnica (CADIST) de la enseñanza superior francesa, con la misión de cubrir las ciencias jurídicas de la manera más completa posible, sobre todo con publicaciones extranjeras. Conserva en principio todas las tesis de derecho leídas en Francia. Acoge un centro de documentación europea. Es depositaria de la documentación producida por las Naciones Unidas desde 1949 a 2010. Dispone igualmente de los documentos emitidos por la Sociedad de las Naciones (SDN), la Organización internacional del trabajo (SIENTE) y la Oficina internacional del trabajo (BIT). Las colecciones en libre acceso están organizadas según la clasificación de Burdeos.
La biblioteca es también «punto asociado» de la Biblioteca nacional de Francia, sobre todo para llevar a cabo acciones de digitalización.